# Hollywoodi filmgyártás
A hollywoodi filmgyártás az 1910-es évektől kezdve meghatározó eleme a filmiparnak, vezető szerepe pedig máig megmaradt. A hollywoodi gépezet dominanciája nélkül minden bizonnyal nem tartana ott a filmgyártási és forgalmazási technológia, továbbá folyományaként a globális tömegkultúra, ahol tart.
Hollywood Los Angeles városrésze, Kalifornia államban, az Amerikai Egyesült Államokban található.
A kaliforniai Los Angeles Hollywoodként ismert része Wilcoxné asszonynak köszönheti nevét, aki 1886-ban telepedett le családjával ezen a területen, hogy nyugdíjas éveit az itt megvásárolt hatalmas tanyán töltsék. 1891-től földjüket elkezdték kiparcellázni és eladni. 1903-ban az egyre terebélyesedő közösségből létrejött a ranch után Hollywoodlandnek nevezett kis falu. 1910-ben csatlakozott Los Angeles városához a csatornarendszer kihasználása végett.

## Kezdetek
Az amerikai filmgyártás kezdetekor New York volt a központ. Dél-Kalifornia csak elvétve adott színhelyt egy-egy forgatásnak. 1907-ben William N. Selig, Thomas Alva Edison legfőbb riválisa vállalkozását Los Angelesbe költöztette át. Innentől kezdve rendszeressé tette a nyugati parti forgatásokat, majd megnyitotta Kalifornia első számú mozgókép stúdióját. Hollywood növekedésének Cecil B. DeMille adott lendületet. Megállapodást kötött a Laskyval és Samuel Goldfish kesztyűkereskedővel, majd közösen megvásárolták egy westernregény filmreviteli jogát. Eredetileg Arizonában kívánták leforgatni a filmet, de az ottani havas hegycsúcsok nem voltak összeegyeztethetőek a történettel. Helyszínkeresés közben rábukkantak Hollywoodra. Egy hodályt alakítottak át műteremmé, a külső felvételeket pedig a közeli lankákon vették fel. Pár hónappal később a producerek elözönlötték a települést. Hollywood elindult azon az úton, amely során Amerika és a világ filmgyártásának fővárosává fejlődött. 1920-ra Hollywood éves termelése elérte a 800 filmet. Neve azonosult a csillogással és azzal a varázslattal, amit amerikai filmnek neveznek.

## A hollywoodistúdiórendszer, az álomgyár

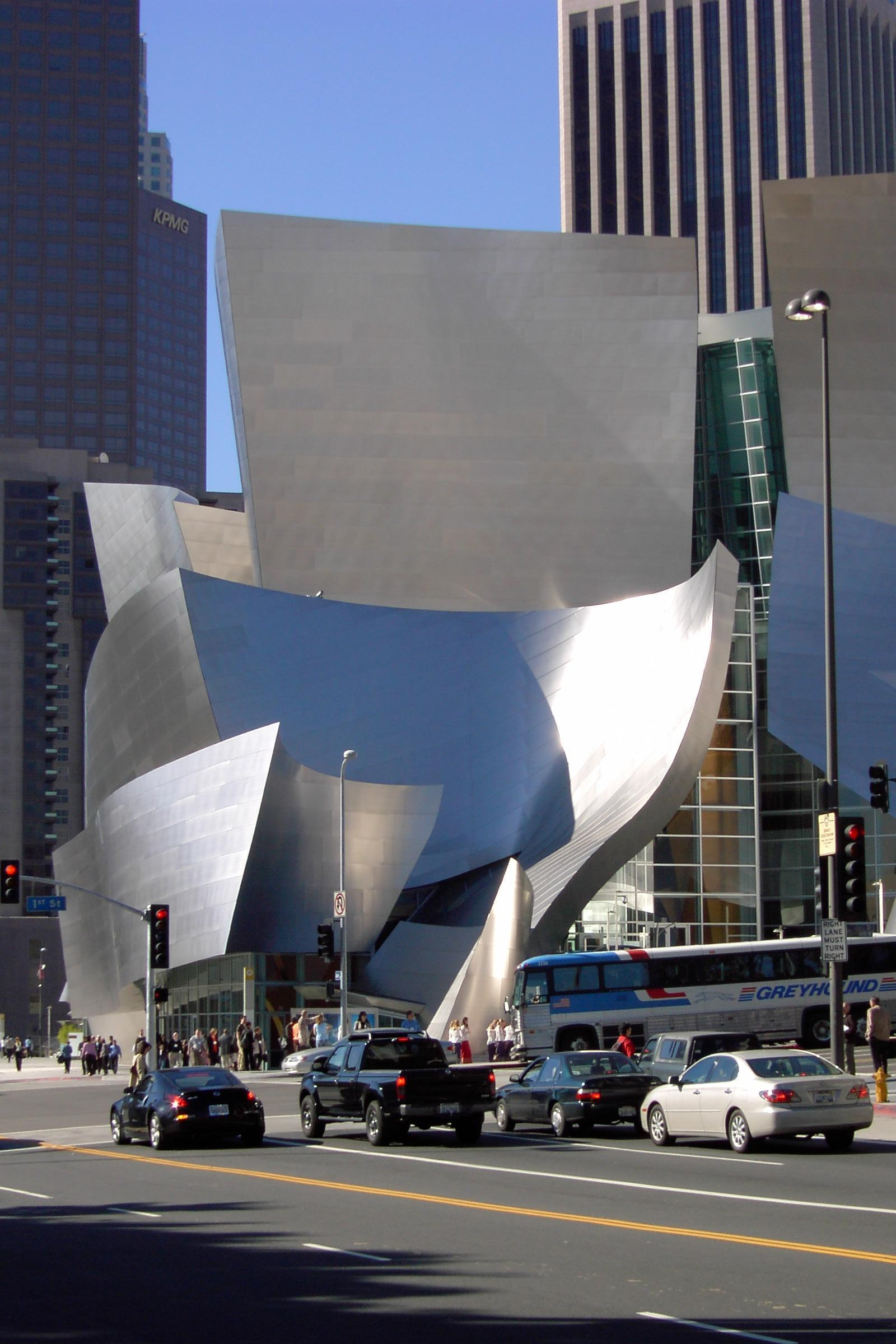
Disney Concert Hall

A 20. század végére mind a nézők, mind a filmkészítők számára világossá vált, hogy a filmgyártás fő vonalát egyértelműen az amerikai film, egészen pontosan a hollywoodi filmgyártás képviseli. Ez egy dollármilliós költségvetésű, várhatólag milliókat hozó filmekre specializálódott műhely. A műfajt, sztorit, színészeket, technikai elemeket és – sokszor utolsóként – a rendezőt gondosan választják ki, mindent a gazdasági haszon érdekében. Hollywoodban hatalmas, gyárszerű stúdiókba sűrítették a filmgyártást, és a gyártástól a reklámig, a forgalmazástól a bemutatásig az ipar minden ágazatát egyetlen vertikális szerkezetbe tömörítették, s ezzel létrehozták a modellt – a stúdiórendszert – amelyet a többi országnak utánoznia kell, ha versenyre akar kelni vele.
Ha a filmgyártást, mint iparágat tekintjük, ez a jelenség teljesen logikus, hiszen az álomgyár formanyelvét sokszorosan kipróbálták, s az mindannyiszor hatásosnak bizonyult. A nézőket szépen betanítják ennek a formanyelvnek és történetvezetésnek a megértésére, kedvelésére. A sokszor csupán technikai bravúrokra építő, szinte a végsőkig leegyszerűsített filmnyelv, a szájbarágós történetvezetés nézők millióit vonzza a mozikba.
Az amerikai film egy percre sem torpant meg a kulturális határvonalakon: befurakodott Európába, és rendkívül tartósnak bizonyult. Európa stúdiói meggyőződhettek arról, hogy nem tudnak versenyezni az amerikai filmekkel, sem költségvetésben, sem nézőszámban. A jövő bizonytalanná vált számukra.

## A hollywoodi film története

### A kezdetek
A század első évtizedének vége felé egy bizonyos Motion Pictures Patent Company, mely amerikai és európai producereket gyűjtött össze, a filmipar monopolizációjára törekedett. Megpróbálták elérni, hogy csak a velük együttműködő vállalatok készíthessenek filmeket. Az ellenőrzés azonban kicsúszott a kezükből, s egy független filmes csoport megbuktatta a kísérletet. Ők a függetlenek voltak, a vállalkozók, akik lerakták a későbbi Hollywood alapjait. Ezt követően létrehozták saját filmvállalataikat, melyek rövid időn belül uralni kezdték az egész amerikai filmpiacot. Ezek az Adolf Zukor által létrehozott Paramount Pictures, a Marcus Loew alapította későbbi MGM, valamint William Fox saját mozibirodalma voltak. Ezt követően került sor a mozi megreformálására. Elkezdtek hosszabb (90-100 perces) mozifilmeket játszani, s fő profiljukká a játékfilmgyártás vált. Erre az időszakra (10-es évek közepe) tehető a western mint filmes műfaj megjelenése.

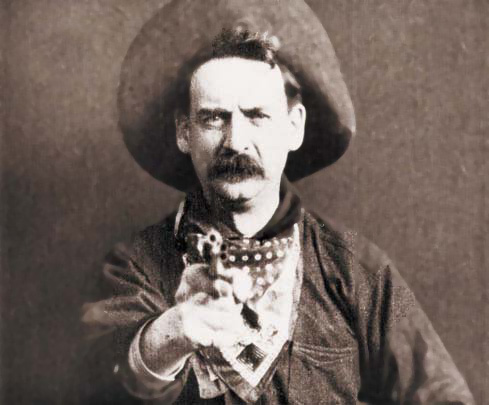
A nagy vonatrablás című 1903-as film egyik jelenete

1920-ra már több mint 20 ezer mozi működött Amerika-szerte. A nagyvárosokban kiépített mozihálózatok évente több millió dolláros hasznot hajtottak, s gyakorlatilag behálózták egész Amerikát. Tulajdonképpen ekkorra a korábban független filmes stúdióvezetőknek is sikerült megvalósítaniuk a filmgyártás, forgalmazás és a bemutatás együttes ellenőrzését. Csak akkor kezdték meghódítani a külföldi piacot, amikorra az Egyesült Államokban már végérvényesen megszilárdították pozíciójukat.
Az otthoni piacon Adolph Zukor vállalata, a Famous Players-Lasky volt a legsikeresebb. Más vállalatokhoz hasonlóan ők is főleg játékfilmeket gyártottak. Ezekben az időkben már tudatosan alkalmaztak manipulatív módszereket, melyekhez a tömegpszichológia kutatási eredményeit is fölhasználták, hogy minél több nézőt csalogathassanak a filmszínházakba.

### Sztárrendszer kialakulása
A sztárrendszer (mely a mai Hollywood egyik legfontosabb tényezője) kialakulása szintén a húszas évekre tehető. A stúdiók érthető módon először színpadi színészeket csábítottak a filmezés világába, később azonban kialakult egyfajta igény saját sztárok teremtésére, vagyis – mai kifejezéssel élve – a sztárcsinálásra. Olyan sztárok időszaka ez, mint Gloria Swanson, Mary Pickford, Douglas Fairbanks, valamint a nagy mulattató és színész rendező, Charles Chaplin. Az amerikai burleszkfilm fénykorát Chaplin mellett a Stan és Pan és a Harold Lloyd filmek képviselték.

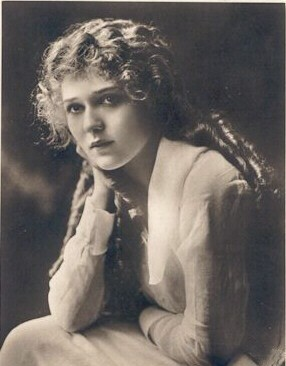
Mary Pickford, a fekete-fehér némafilmek egyik sztárja

A sztárok rendkívül fontosak voltak a stúdióknak. Néhányuk ezt fölismerte és megpróbálta saját érdekében kamatoztatni. Ilyen, függetlenedésre törekvő alkotók alapították meg a United Artists filmstúdiót is. Egy filmvállalat semmit sem ért, ha nem tudott legalább akkora neveket fölmutatni, mint a többiek. Sokszor, ha egy adott stúdiónak volt egy rajongott sztárja, a többi egyszerűen utánozni kezdte azt, vagyis hasonló karakterű, külsejű színészeket szerződtetett. Ez azért is volt fontos, mert a forgatókönyvek a színészekre íródtak, tulajdonképpen az ő jellemvonásaik, kinézetük határozta meg a film műfaját, témáját, amelyben szerepeltek. Ezt a nézők meg is követelték, hiszen ők leginkább egy névre, egy arcra ültek be a moziba, s elvárták, hogy azt kapják, amire számítottak.

### Szaktudás
Amikor a filmipar már a tömeggyártás szakaszába ért, szükségessé vált bizonyos feladatokra hivatásos munkaerőt szerződtetni. Míg a korábbi gyakorlat az volt, hogy egy filmben a rendező és a színészek voltak professzionálisak, addig itt már szakemberek feleltek a díszletért, a világításért, s – ami a legfontosabb – szakemberek írták a forgatókönyveket is. Erre főleg azért volt szükség, mert a játékfilmek szerkezete egyre bonyolódott, így szükség volt egy pontosan kidolgozott forgatókönyvre. A fő szempont azonban itt is a pénz volt: minél precízebben dolgoztak ugyanis, annál pontosabban tudták felbecsülni a forgatáshoz szükséges nyersanyagmennyiséget, s így minimalizálni tudták a többlet-nyersanyagot. Ezeket a forgatókönyveket egyébként a filmvetítéssel egyidőben nyomtatásban is megjelentették, ezzel is növelve az egy filmből származó nyereséget. Később egyre fontosabbá vált a minél kidolgozottabb forgatókönyv, melyben már előre föl kellett vázolni a szereposztást, a műfajt s a történetet, hogy a gyártó már ebből eldönthesse, le akarja-e forgatni a filmet vagy sem. Ezekből is láthatjuk, hogy a hollywoodi működésmód egy fokozatosan kifejlesztett gyártási rendszeren alapul, melynél a legfontosabb az állandó, lehetőleg kiszámítható profit elérése.
Thomas Ince producernek úttörő szerepe volt a gyártási módszerek kidolgozásában. Stúdiójában minden olajozottan működött, az alapötlet jóváhagyásától a stáb összeállításáig. A filmvállalatok ekkorra már olyan nagyok voltak (gyakorlatilag birodalmakká fejlődtek), hogy saját rendőrséggel és tűzoltósággal rendelkeztek, vagyis szinte önálló közigazgatási egységként működtek az államon belül.

### Filmgyártás futószalagon
Megindult a nagyüzemi termelés: a stúdiók egy évre előre megtervezték a gyártás menetét. A casting director kiválasztotta a színészeket, miközben folyamatosan kereste az új arcokat, akikből sztárt lehet faragni. A sminkesek ekkorra már elengedhetetlenné váltak, hiszen nekik kellett biztosítaniuk egy sztár állandó tündöklését a különböző filmekben, éveken át. Az operatőrök is gondos válogatáson estek át, mielőtt a kamera mögé állhattak volna.
Ince mellett Adolf Zukor volt az, akinek sokat köszönhet a mai hollywoodi rendszer. 1921-ben ő alapította meg a világ leghatalmasabb filmgyártó vállalatát, a Famous Players-t. A különböző moziknak csomagokban adta a filmeket, azaz nem lehetett csak egy vagy két filmet külön megvásárolni. Ezzel a nagyobb pénzügyi haszon mellett a kevésbé ismert színészeket kívánták megismertetni a közönséggel, aminek természetesen szintén a profit növelése volt az oka. Ezt sok mozi kockázatosnak találta, hiszen így nagyot lehetett bukni egy-egy olyan filmmel, amiben egy igazán ismert név sem szerepelt. Zukor így létrehozta saját mozihálózatát, melyben stúdiójának filmjeit mutatta be. Nem sokkal később a többi stúdió is követte példáját, s Hollywood fölött ez a néhány vállalat vette át a hatalmat.
A már említett három alapvető folyamat, melyet kézben kellett tartani: a gyártás, a forgalmazás és a bemutatás volt. Mivel a haszon kézzelfogható formában a bemutatásból származó bevételkor jelent meg, erre a pillérre helyezték a legfőbb hangsúlyt. Ez főleg a mozilátogatók kényelmének és luxusigényének minél teljesebb kielégítését jelentette. Erre épültek az óriási filmpaloták, melyek szinte minden igénynek megfeleltek. A legjövedelmezőbb filmpalota láncolatot a Balaban&Katz hozta létre, mellyel később fuzionált Zukor vállalata, ezzel létrehozva a Paramount Picturest. Stratégiai fontosságú volt, hogy hol helyezkedik el a mozi, ezért oda települtek, ahol a legfizetőképesebb közönség volt. A húszas évek végén ezek nem a nagyvárosok, hanem az elővárosok voltak, ahová a gazdagabb polgárok menekültek a zajos belvárosból. Az itt felépített filmpaloták ténylegesen kastélyokra emlékeztettek: hatalmasak voltak, tele boltívekkel és különböző korokból származó építészeti díszítésekkel, fényárban úszó előcsarnokkal, s alázatos személyzettel, akik a néző minden kívánságát igyekeztek teljesíteni.
A Balaban&Katz egyedülállóságát az is bizonyítja, hogy ők építettek először légkondicionált mozit, ami igen nagy költségű volt, így rajtuk kívül kevesen engedhették meg maguknak ezt a fényűzést. Ennek köszönhető egyébként az, hogy az Egyesült Államokban a nyár a legjövedelmezőbb moziszezon (amely szokás azóta sem igen honosodott meg más országokban). Ezt Hollywood arra használta, hogy otthoni piacán nyárra időzítette a soros szuperprodukciót, míg a külföldi bemutatóval megvárta az őszi szezont.

### Aranykor
A stúdiórendszer ekkor élte aranykorát, és a hangosfilm megjelenése csak tovább erősítette uralmát. Az új lehetőség olyannyira magabiztossá tette Hollywoodot, hogy az 1929-es Nagy gazdasági világválság hatásai ellen is védettnek hitte magát. 1930-ban az álomgyár minden idők legsikeresebb évét tudhatta magáénak, a válság azonban a következő évben a filmiparba is elérkezett. A mozilátogatók száma óriási csökkenést mutatott, több ezer mozit zártak be, s a stúdiók minden idők legnagyobb veszteségeit könyvelhették el. Különösen az eddig legsikeresebb, uralmi pozícióban lévő „Nagy Ötök”-et érintette súlyosan a válság. Közülük többen pénzügyileg teljesen összeomlottak. A Gazdasági Világválságot csak azok a stúdiók vészelték át, melyek nem rendelkeztek saját mozihálózattal, így nem kellett a mozik elzálogosításával járó többletköltségeket megfizetniük. A válság hatására kezdte el a Universal Pictures és a Columbia Pictures a kevesebb költséggel és kockázattal járó úgynevezett „B”-filmek gyártását. Ezek a körülbelül egyórás filmek kielégítették a közönséget, és a stúdiók is könnyebben gyártották az előre meghatározott elemekkel építkező, olcsón és gyorsan elkészíthető műveket. A B-film hamar elterjedt, s a válság után sem szűnt meg a gyártásuk. Sőt, kiváló lehetőséget biztosítottak – az alacsony kockázati tényező miatt – új műfajok, illetve sztárok kipróbálására.
A stúdiórendszer életben maradásához a legfőbb segítség mégis kívülről érkezett: a Wall Street támogatása és a kormány gazdaságélénkítő programja nélkül Hollywood sokkal nehezebben vészelte volna át a gazdasági válságot. New York-i pénzemberek magas összegekkel támogatták a stúdiókat, cserébe persze befolyásuk is egyre növekedett. A kormányzat pedig az ipar fellendítését célzó törvényben gyakorlatilag jóváhagyta a filmipar monopolisztikus törekvéseit. Emellett megjelent a szervezett munkaerő, így a harmincas évek során Hollywood lényegében nyitott műhelyből szakszervezeti várossá fejlődött, felosztotta és specializálta a filmkészítő munkaerőt, amely immár a kormány felhatalmazásával és a különféle szakszervezetek és céhek törvénybe iktatásával működött.

### 1930-as évek

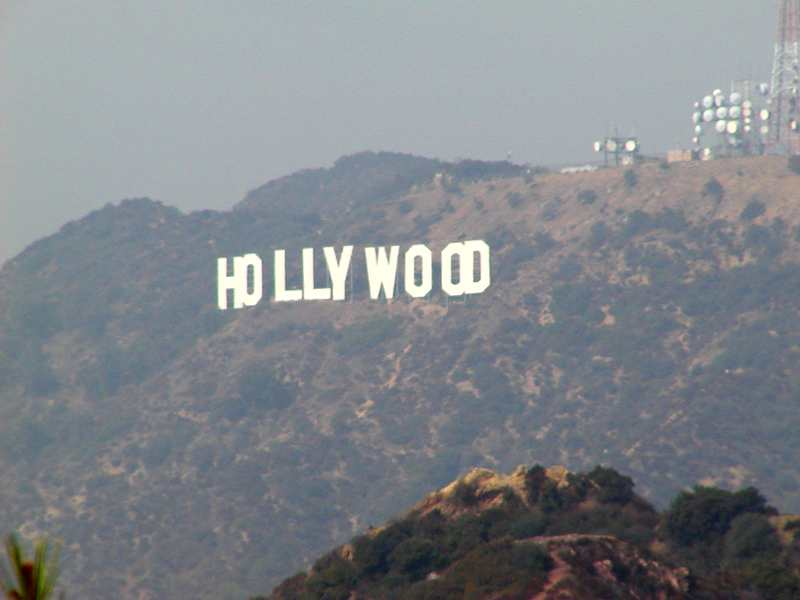
A Hollywood-felirat ma is látható formájában

Az 1930-as években fellépett az igény a kormányzat részéről a filmek cenzúrázását illetően. Ettől kezdve minden forgatókönyvet előbb jóvá kellett hagynia a Produkciószabályozó Igazgatóságnak (Production Code Administration – PCA), s csak az után filmesíthették meg. Ezek a szabályozások is elősegítették a gazdasági fellendülést, s a néhány nagy stúdió ellenőrzését a filmipar felett. A következő évtizedben Hollywood hihetetlen sikereket produkált, s külföldön forgalmazott filmjei a világon forgalmazott összes produkció 65%-át tették ki.
A „Nagy Ötök” számtalan leányvállalatot és mozihálózatot birtokoltak, s a harmincas évek végére újra visszaállították monopolhelyzetüket. Addigra a stúdiók már modern üzleti vállalkozásokká fejlődtek, melyekben az osztályokra bontott tevékenységi körök mindegyike külön igazgatás alatt állt.
Maga a rendszer is fokozatosan megváltozott. A korábbi erősen vertikális szerkezetű filmgyártás kezdett rugalmasabbá válni. Régebben a stúdiók úgynevezett központi produceri rendszerben működtek, vagyis két stúdióigazgató felügyelte az egész gyártási folyamatot. Ez a rendszer alakult át később alkotóműhely típusúvá, melyben néhány ember évi hat-nyolc filmet felügyelt, s ez azt jelentette, hogy minden egyes producer csak az adott műfajú filmekre összpontosított. Ez gyakorlatilag megszüntette a futószalag-gyártást, s csak a tucatfilm-gyártás és a B-filmek világában maradt meg a központi irányítási rendszer.
Az ipar viszont továbbra is változatlan maradt. Megmaradt például a csomagban való értékesítés, a vaklicit és a klíring rendszer. Minden stúdió az aktuális piaci körülményekhez igazította filmgyártását. Természetesen továbbra is a játékfilm volt az elsődleges termék, mely a stúdiók évi filmtermésének körülbelül 90%-a volt. Születtek azonban olyan produkciók is, amelyek a magas gyártási költség, a nagyfokú kockázat miatt nem illettek bele Hollywood kereskedelmi gyakorlatába. Ezek az ún. presztízsfilmek voltak, melyekből a stúdiók újbóli megerősödését követően egyre több készült. Ilyen produkciók voltak többek között a Hófehérke és a hét törpe a Disney-től és Selznicktől az Elfújta a szél. Fokozatosan kialakultak az egyes stúdiókra jellemző műfajok, és mindegyik saját sztárcsapattal rendelkezett. Ekkor alakultak ki a sorozatok is, melyek egyfelől lehetővé tették, hogy egy-egy sikeres filmmel a gyártók megsokszorozzák a bevételt, másrészt további esélyt adtak új sztárok kipróbálására is.
A válságot követő fellendülés azonban nem tartott sokáig, a második világháború és a trösztellenes kampány újabb törést hozott az amerikai filmipar számára. Annak ellenére, hogy a válságból való kilábaláshoz nagy segítséget nyújtott a kormány támogatása (mely nem ellenezte a monopolizációs törekvéseket), 1948-ban az Igazságügyi Minisztérium a független filmszínház-tulajdonosok képviseletében pert indított a nyolc legnagyobb stúdió ellen, a moziipar monopolizálásának vádjával. Ennek eredményeképpen a vállalatok beleegyeztek klíringpolitikájuk módosításába, a csomagban való értékesítés öt filmben való maximálásába s a vaklicitek feladásába.

### 1940-es és 50-es évek
A másik súlyos piacromboló tényező a második világháború kitörése volt, melynek hatására Hollywood legfontosabb tengerentúli piacai veszélybe kerültek. Emellett viszont a háború témát is szolgáltatott a filmipar számára. Ennek kezelésében Hollywood először óvatosságra törekedett, s általában híradások, dokumentumfilmek gyártására szorítkozott. Amikor azonban elkerülhetetlené vált az Amerikai Egyesült Államok katonai részvétele, a stúdiók egyre több háborús filmmel álltak elő, amelyek beavatkozás-pártiak és propaganda jellegűek voltak.
A csúcsfilmek iránti kereslet kielégítése érdekében a hollywoodi stúdiók sok esetben kénytelenek voltak független producerekhez fordulni, ami a független filmkészítés fellendülését eredményezte. Ezzel egyidőben egyre több tehetséges alkotó vált szabadúszóvá, s ennek köszönhetően tovább gyengült a stúdiók vezető szerepének alapvető feltétele, a szerződéses rendszer. A hollywoodi monstrum három alappillére tehát veszélyesen megingott.
A filmvállalatok a háború alatt átmeneti mentességet kaptak a kormánytól, így újra ellenőrzésük alá vonhatták a mozipiacot, s teljes egészében a háborús filmek készítésére álltak rá. Ennek köszönhető, hogy a II. világháború éveiben Hollywood rekordbevételeket könyvelhetett el. Eközben is történtek azonban változások a gyártási rendszerben: a „Nagy Ötök” radikálisan csökkentették évenkénti filmgyártásukat, s csak néhány jól jövedelmező produkcióra összpontosítottak.
A háború alatt jött divatba a "fekete széria", az ún. "film noir" műfaja, mely az addigi hollywoodi álomvilágtól merőben eltérően pesszimistán, sötéten mutatta be az élet árnyékos oldalát. Hősei gyakran alapból bukásra voltak ítélve a "végzet asszonyai" karmaiban.
A háború után Hollywoodnak szembe kellett néznie a stúdiórendszer ellen intézett támadásokkal, a konkurens külföldi alkotásokkal és a nézőszám rohamos csökkenésével. A szórakozási szokások átalakultak a háborút követő demográfiai és kulturális változások következtében. Az emberek kiköltöztek a városokból, s így ritkult a nagyvárosi mozipaloták látogatottsága. A problémát végül a rövid idő alatt elszaporodott autósmozik létesítésével, illetve a bevásárlóközpontokba épített filmszínházakkal oldották meg. Közben a kormány intézkedéseinek hatására a stúdióknak meg kellett válniuk mozihálózataiktól és különválasztani a gyártó és a forgalmazó részleget.
Hollywood új technológiák bevezetésével próbálta visszacsalogatni nézőit. Ekkor fejlesztették ki a szélesvásznú filmvetítési technikát. A televízió térhódítását is nagy fenyegetésnek gondolták a filmipar vezetői, de felismerték a benne rejlő lehetőségeket, s innentől kezdve tömegével gyártották produkcióikat az új médium részére. Rájöttek ugyanis, hogy régi mozifilmek vetítési jogának eladásával ugyanúgy nagy haszonra tehetnek szert.
Az 1940-es–50-es években az amerikai filmipar legsikeresebb alkotása az Óz, a csodák csodája, a Bagdadi tolvaj, a Ben-Hur, valamint az amerikai filmmusical számos alkotása volt. Szintén sikeres műfajt jelentettek Walt Disney egész estés klasszikus rajzfilmjei.

### 1960-as évek
Az 1960-as évek a mozi potenciális közönsége már a fiatalokból állt, az ő ízlésük határozta meg a filmek jellegét. Megváltoztak tehát a műfajok, új filmkészítők léptek be a meglazult rendszerbe, de az álomgyár hagyományos stílusa nem változott. Az idő és a tér folytonossága továbbra is megmaradt, és radikális eltérések sem mutatkozhattak egy-egy műfajon belül. A narratív stílust is megtartották, a televízió megjelenése pedig indokolttá tette, hogy a játékfilmek vizuálisan még egyszerűbbé váljanak. Lényegesen csökkentették a színvonalat az autósmozik számára futószalagon gyártott produkciók is.
Az 1960-as évek tulajdonképpen egyfajta átmeneti időszak volt a stúdiókorszak, és egy független filmkészítőkre alapozott, megújult Hollywood között. A nagy filmvállalatok még tartották hatalmukat, de az idő már menthetetlenül elszállt fölöttük. A régi gárda még alkotott volna, de az új nemzedék kiszorította azt.

### 1970-es évek
A változás Steven Spielberg 1975-ben forgatott A cápa című filmjével kezdődött. A hollywoodi rendszer teljesen átalakult, és a korábbi, biztos hasznot hozó filmek helyett a kockázatosabb, de óriási nyereséggel kecsegtető különleges attrakciókra összpontosítottak.
Ezekre a fiatal rendezőkre már gyerekkorukban is nagy hatással volt a mozi, s nem csak amerikai, hanem külföldi produkciókból is gyűjtögették filmes műveltségüket. Olyan rendezők kezdték ekkor pályájukat, mint George Lucas, Steven Spielberg, Francis Ford Coppola, Martin Scorsese. Hollywood pedig hálás volt nekik, mert kereskedelmileg is számottevő produkciókat gyártottak, ugyanakkor az új közönség igényeihez igazodtak. Egyre inkább elérkezett az idő, amikor a filmgyár igazgatói már nem szólhattak bele a filmek végső munkálataiba: a hatalom az alkotók kezében volt, mert ők tudták, hogyan kell sikeres produkciót készíteni.
Ennek a korszaknak az első sikeres alkotója, a többi rendező példaképe, Francis Ford Coppola volt. Őt az akkor saját vállalattal még nem rendelkező rendező, Roger Corman karolta föl, s segített első filmjei elkészítésében. Corman a filmfőiskolákon keresett új tehetségeket, s így találta meg az akkor még igazi nevét vállalni nem merő Coppolát, aki Háború a Tejúton túl című filmjét még Thomas Colchart néven jegyezte. Ezt követően sorban készültek az új korszakot nyitó alkotások: A Keresztapa szintén Coppolától, Spielberg elkészítette A cápát, Lucas pedig a Csillagok háborúját, melyet azóta is kultuszfilmként kezel több nemzedék.
Ezen rendezők azonban mégsem váltották be teljes mértékben a hozzájuk fűzött reményeket: Lucas például a Csillagok háborúja első része után nem rendezett többet, hanem saját birtokán filmgyártó céget létesített, s ezentúl már csak producerként dolgozott. Mégis talán Spielberg esett át a legnagyobb változásokon: ő évről évre mindinkább a produkció sikerére koncentrált, s munkássága egyre inkább eltolódott a konvencionális filmkészítés felé, majd a 90-es években ő is producerkedni kezdett – igaz, a rendezést sem adta fel. Csak Coppola és Scorsese őrizte meg régi önmagát.

### 1980-as évek

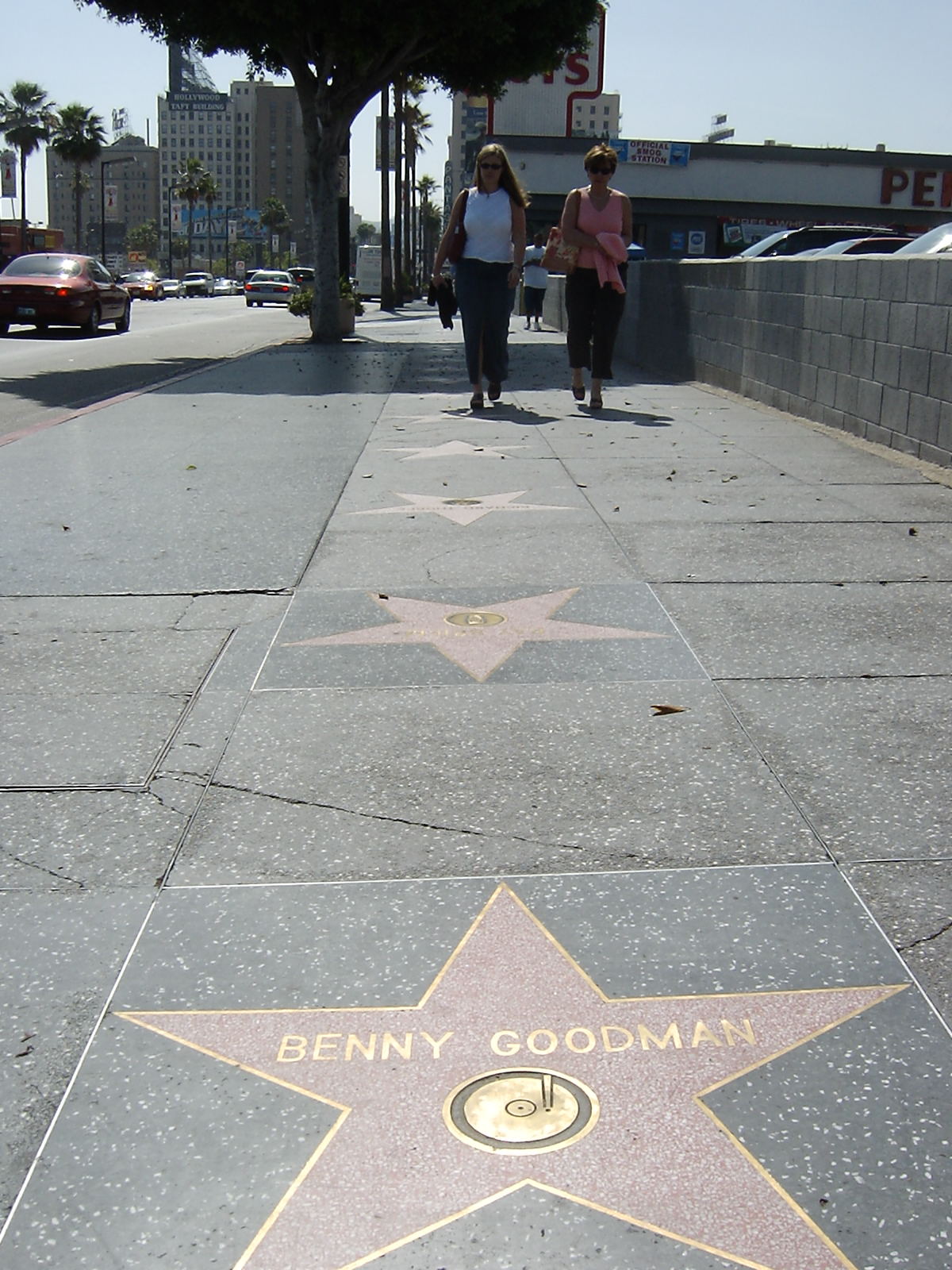
A hollywoodi Walk of Fame – vagyis a Hírességek sétánya

Az 1980-as évek évek Hollywoodjában a mitikus, múltban játszódó alkotások élték virágkorukat. Ilyen volt a Conan, a barbár, valamint a Lucas és Spielberg összefogásával készült Indiana Jones: Az elveszett frigyláda fosztogatói, amely számos folytatást élt meg.
A vígjátékok is gyökeresen megváltoztak: idomulva a szintén divatos science-fiction és a fent említett fantasztikus kalandfilmek világához, ezek is azt kívánták a nézőktől, hogy függesszék fel hitüket a valós világban. Bármilyen fizikai vagy társadalmi cselekedet lehetséges, és a világból – a régiből és a maiból – játszótér lesz. A folytatások a nyolcvanas években igen elterjedtek voltak, gyakorlatilag nem is lehetett bukni velük. Ha egy film elemei elnyerték a közönség tetszését, újra és újra föl lehetett őket használni egy még nagyobb siker érdekében. Ez a módszer főleg a kalandfilmek (Indiana Jones-filmek), az akciófilmek (Rambo) és a horrorfilmek (Péntek 13) esetében volt kifizetődő.
Az álomgyár tehát zavartalanul működött tovább, és a hollywoodi társaságok vasmarkába szorítva, a rendezés és a műfajok klasszikus alapelveihez való visszatéréssel az új Hollywood máig megtévesztésig hasonlóan fest (és működik), mint a régi.
A stúdióbirodalom mindig is érzékeny volt a politikai, történelmi változásokra, s általában feladatának tartotta az Egyesült Államok mindenkori politikájának átvitt értelmezésű filmes ábrázolását. Az ellenségkép a második világháborút követően a német volt, és sokáig még olyan tárgyú filmekben is a németek a gonoszak, ahol már szó sincs a háborúról. Később, a hidegháború korszakában a filmek negatív szereplői az oroszok lettek, és ez az ellenségkép a mai filmekben sem szűnt meg. A legújabb James Bond-epizódban azonban már az észak-koreaiak ellen harcol a titkosügynök. A film tehát sokszor jó eszköz az Egyesült Államok politikai álláspontjának az állampolgárokba sulykolásához, s annak igazolásához.

### 1990-es évek

Az 1990-ben bemutatott Micsoda nő! című film népszerűsége több évtized alatt sem változott Magyarországon

Az 1990-es évek egyik legnagyobb sikere a Terminátor 2 volt James Cameron rendezőtől. Ez az alkotás a modern sikerfilmek korszakához tartozott, mely a Csillagok háborújával kezdődött, s máig is tart. Ellenben már fölvet egy korábbitól eltérő világképet, ahol a szereplők nem feltétlenül győztesek, hanem puszta túlélők.
A Reagan-kormányzat győzelemittas hangulata a korszak legtöbb sikerfilmjében föllelhető. Ezek a filmek az erős, fehér férfihős újraalkotásával megpróbálják az amerikai önbizalmat helyreállítani. A Csillagok háborúja-trilógia és az Indiana Jones-filmek például a nemzetközi kapcsolatok allegóriáinak számítanak: megpróbálják helyreállítani a hitet, hogy Amerika képes sikeresen versenyezni és helytállni a globális gazdaságban. Olyan sztárok neve fémjelzi ezt az időszakot, mint Arnold Schwarzenegger, Sylvester Stallone, Harrison Ford. A rendezők közül pedig James Cameron, Steven Spielberg, Ridley Scott.
A fehér férfihős szerepe a kultikus képregények filmre vitelével erősödött. Ennek első állomása a Batman, s azóta szinte minden ismert képregényhősről készült film.
Az akciófilmek ezt követően kisebb-nagyobb változásokon estek át, és az új produkciókban már megjelentek a női hősök, a színes bőrű főszereplők is. A változások ellenére a legtöbb alkotás továbbra is annak a domináns kultúrának a képét tükrözte, amely egyre idegesebben szemlélte a multikulturalizmus hatását a fehér férfi szerepére, az amerikai és általában minden társadalomban. Az Összeomlás című film (Michael Douglas főszereplésével) éppen ezt a lehetőséget jeleníti meg, s kifejezi az amerikai társadalom széthullásával kapcsolatos félelmeket.
A kilencvenes évek közepére tehető az „Amerika megmenti a világot” típusú filmek elsöprő áradata. Ezek szintén az USA nagyhatalmi szerepét erősítették, s azt az elképzelést, hogy ő a világ őre. Jellegzetesen ilyen film a Függetlenség napja és az Armageddon. Ezek az alkotások az amerikai társadalom félelmeit, vágyait és büszkeségeit testesítik meg, mégis óriási sikert arattak külföldön is. Ennek fő oka az elképesztő technikai fölény, amellyel a hollywoodi filmgyártás rendelkezik a többi országgal szemben, illetve rajongott színészeik, akik karrierjükkel is az álomgyár végtelen lehetőségeit testesítik meg a világ moziközönsége számára.
Az 1990-es évek végének fő filmsikerei közé tartoznak a Mátrix és az olyan szuperprodukciók, mint például a Jurassic Park, a Titanic és A gyűrűk ura. Újabb fénykorukat élik a Disney-stúdió egész estés rajzfilmjei is. (Az oroszlánkirály, Mulan, Pocahontas, Ariel stb.)

### Napjainkban

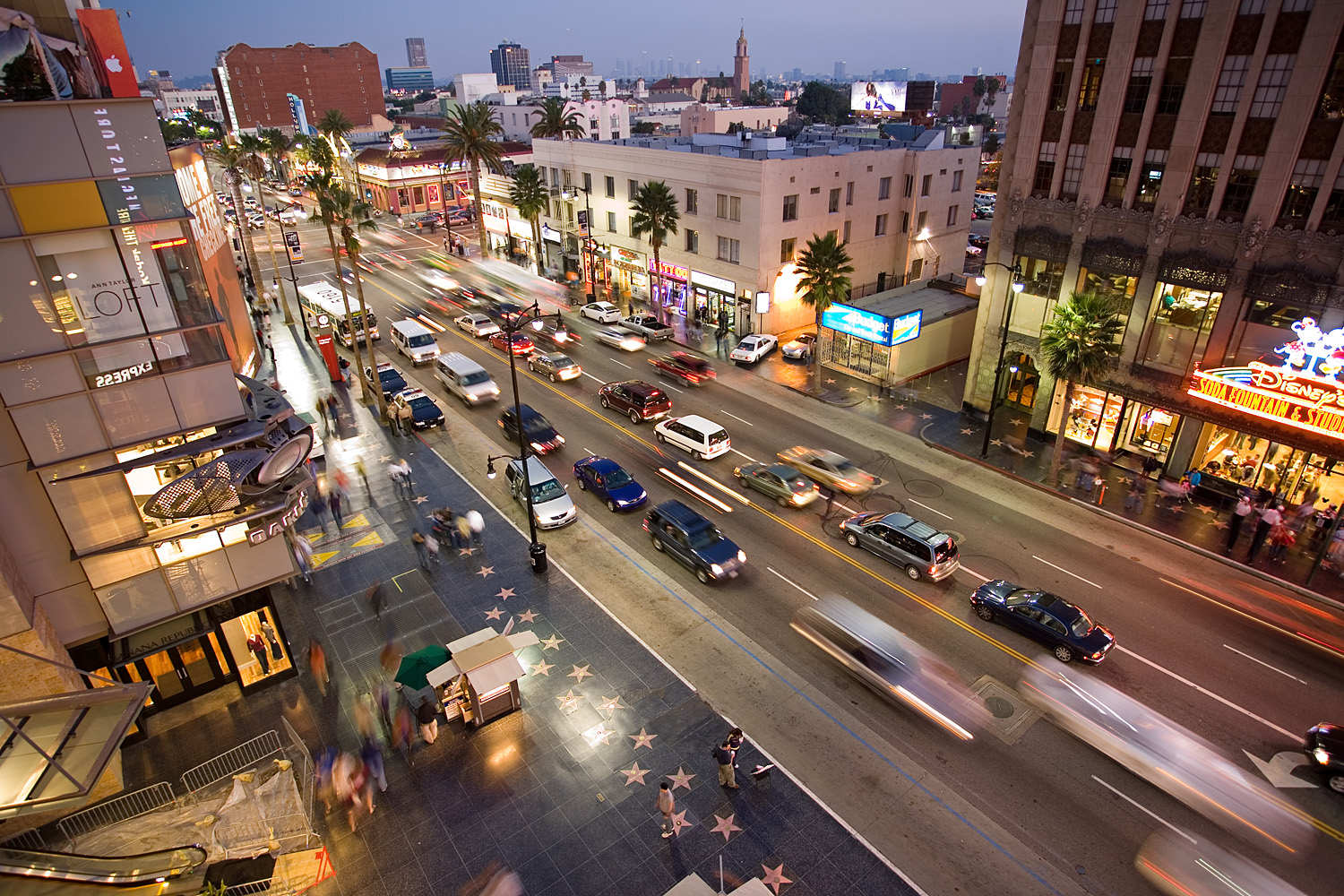
A Hollywood Boulevard képe a Kodak színház tetejéről

Az 1990-es évek óta egyre nagyobb sikert aratnak a hollywoodi stúdiók hatókörén kívül készülő úgynevezett független filmek. A változások szükségét felismerve ma már a legnagyobb hollywoodi filmstúdiók is saját leányvállalatokat létesítenek azért, hogy a független filmhez hasonló alkotások születését elősegítsék (például Fox Searchlight Pictures).
A független filmek hatásának tudható be az is, hogy a 2000-es években maguk a hollywoodi stúdiók is mind több olyan típusú filmet készítenek, amelyek korábban csak elenyésző részét képezték a filmgyártásuknak: például nem angol nyelven beszélő, újító szemléletű filmalkotások, mint a Tigris és sárkány (mandarin nyelvű) és A passió (arámi-latin) vagy dokumentumfilmek, mint Michael Moore Kóla, puska, sültkrumpli és Fahrenheit 9/11 vagy Morgan Spurlock Super Size Me című műve.
Hollywood töretlen sikert élvez napjainkban is, és semmi jele sincs akár csak a legkisebb válságnak is. Újabb és újabb film irányvonalakkal próbálkoznak, mely hosszú távon garantálja egy-egy műfaj sikerét. Jelenleg a transzcendentális, szellemvilággal foglalkozó filmek térnyerése jellemzi az álomgyárat, mely a Hatodik érzékkel (The Sixth Sense (2001) M. Night Shyamalan rendezésében) kezdődött, s még várhatóan sok alkotás készül hasonló témában.

### magyarul
- Hollywood története röviden
- Egyéb hollywoodi linkek
- Hollywood története
- Ennyi... Budapest – Bécs – Hollywood: a magyar filmes emigráció. A Magyar Zsidó Múzeum és a Magyar Színházi Intézet filmtörténeti kiállítása, 1999. május 5 – augusztus 31.; kiállításrend. Steffanits István, Rusznák Rita, szerk. Götz Eszter; Architart–Magyar Zsidó Múzeum, Budapest, 1999
- William Goldman: Mit is hazudtam? Egy hollywoodi filmíró tapasztalatai; ford., jegyz. Upor László; Európa, Bp., 2002
- Bokor Pál: Hollywood magyar szemmel. Az Oscar-díj, a stúdiók, a sztárok és a magyarok, akik az egészet kitalálták; 3. bőv. kiad.; Atlantic Press, Budapest, 2014
- Bokor Balázs: Az én Hollywoodom; 2. bőv. kiad.; Médiamix, Budapest, 2017 (Panorama könyvek)
- Muszatics Péter: Bécs, Budapest, Hollywood. Ausztria-Magyarország hatása az amerikai filmre; Kossuth, Budapest, 2018
- Kárpáti György: Star wars-tól a Bosszúállókig. Hollywood a franchise bűvöletében; Vertigo Média Kft., Bp., 2020 (Filmanatómia)
- Pápai Zsolt: Hollywoodi reneszánsz. Formatörténet és európai hatáskapcsolatok a hatvanas-hetvenes években; Gondolat, Budapest, 2020
- Takács Róbert: Hollywood a vasfüggönyön túl; Napvilág, Bp., 2022

### angol nyelven
- Történeti áttekintés a hollywoodi filmgyártás légifelvételeket készítő operatőreiről
- Hollywood története (flash)
- A Hollywood Museum honlapja
- Az IMDB (The Internet Movie Database) filmadatbázis